# UTC−5
UTC-5 — дев'ятнадцятий часовий пояс. Має центральним меридіаном 75° зх. д. Час тут на п'ять годин відстає від всесвітнього та на сім — від київського.
Географічні межі поясу:
- східна — 67°30′ зх. д.
- західна — 82°30′ зх. д.

Між цими меридіанами розташовані такі території: східна смуга Північної Америки (острів Баффінова Земля, півострів Унгава, півострів Лабрадор, схід Великих озер, Аппалачі, півострів Флорида), острови Карибського басейну (Великі Антильські острови), захід Південної Америки (Анди, захід Сельвас). Водночас частина вказаних територій використовує інші зміщення від UTC, а окремі території за межами географічного поясу UTC-5 використовують цей час.
У навігації позначається літерою R (часова зона Ромео).

## Місцеві назви часового поясу UTC-5
- Східний стандартний час Північної Америки — EST
- Центральний літній час Північної Америки — CDT
- Південно-східний час Мексики
- Кубинський стандартний час
- Час Акрі (Бразилія)

## Використання

### Постійно протягом року
- Бразилія — на таких територіях:
  - Акрі
  - Амазонас (крайній захід)
- Велика Британія — на таких територіях:
  -  Кайманові Острови
- Еквадор (континентальна частина)
- Канада — на таких територіях:
  - Нунавут — частково:
    - Острів Саутгемптон

  - Онтаріо — частково
- Колумбія
- Мексика — на таких територіях:
  - Штат Кінтана-Роо
- Панама
- Перу
- Ямайка

### З переходом налітній час
- Багамські Острови
- Гаїті
- Канада — частково:
  -  Квебек
  - Нунавут
    - східна частина

  - Онтаріо
    - східна та центральна частини
- Куба
- США — частково:
  - Округ Колумбія
  - Вермонт
  - Вірджинія
  - Делавер
  - Джорджія
  - Західна Вірджинія
  - Індіана
  - Кентуккі
  - Коннектикут
  - Массачусетс
  - Мен
  - Меріленд
  - Мічиган
  - Нью-Гемпшир
  - Нью-Джерсі
  - Нью-Йорк
  - Огайо
  - Пенсільванія
  - Південна Кароліна
  - Північна Кароліна
  - Род-Айленд
  - Теннессі
  - Флорида

### Яклітній час
- Канада — частково:
  - Манітоба
  - Нунавут
    - центральна частина

  - Онтаріо
    - західна частина
- Мексика — на таких територіях:
  - Штат Коауїла (муніципалітети Акунья, Альєнде, Герреро, Ідальго, Хіменес, Морелос, Нава, Окампо, П'єдрас-Неграс, Вілла-Уніон, Сарагоса)
  - Штат Нуево-Леон (муніципалітет Анауак)
  - Штат Тамауліпас (муніципалітети Нуево Ларедо, Герреро, Міер, Мігель Алеман, Камарго, Густаво Діас Ордас, Рейноса, Ріо-Браво, Валле-Ермосо, Матаморос)
- США — частково:
  - Айова
  - Алабама
  - Арканзас
  - Вісконсин
  - Іллінойс
  - Канзас
  - Луїзіана
  - Міннесота
  - Міссісіпі
  - Міссурі
  - Небраска
  - Оклахома
  - Південна Дакота
  - Північна Дакота
  - Техас
- Чилі
  - Острів Пасхи

## Історія використання

### Як стандартний час
- Велика Британія — частково:
  -  Острови Теркс і Кайкос
- Домініканська Республіка
- Еквадор — частково:
  - Галапагоські острови
- Канада — частково:
  - Нунавут
- Мексика — на таких територіях:
  - Штат Кампече (1981—1982)
  - Штат Кінтана-Роо (1981—1996, 1997—1998 та з 2015)
  - Штат Юкатан (1981—1982)
- США — частково:
  - Іллінойс
- Чилі

### Яклітній час
- Беліз
- Гватемала
- Гондурас
- Канада — частково:
  - Нунавут — частково:
- Коста-Рика
- Мексика — на таких територіях:
  - Місто Мехіко (1996—2022)
  - Штат Аґуаскальєнтес (1996—2022)
  - Штат Веракрус (1996—2022)
  - Штат Ґерреро (1996—2022)
  - Штат Ґуанахуато (1996—2022)
  - Штат Дуранґо (1988, 1996—2022)
  - Штат Ідальґо (1996—2022)
  - Штат Кампече (1996—2022)
  - Штат Керетаро (1996—2022)
  - Штат Кінтана-Роо (1996—2014)
  - Штат Коліма (1996—2022)
  - Штат Коауїла (1988, 1996—2022)
  - Штат Мехіко (1996—2022)
  - Штат Мічоакан (1996—2022)
  - Штат Морелос (1996—2022)
  - Штат Наярит (муніципалітет Баія-Бандерас у 2010—2022)
  - Штат Нуево-Леон (1988, 1996—2022)
  - Штат Оахака (1996—2022)
  - Штат Пуебла (1996—2022)
  - Штат Сакатекас (1996—2022)
  - Штат Сан-Луїс-Потосі (1996—2022)
  - Штат Табаско (1996—2022)
  - Штат Тамауліпас (1988, 1996—2022)
  - Штат Тласкала (1996—2022)
  - Штат Халіско (1996—2022)
  - Штат Чіапас (1996—2022)
  - Штат Чіуауа (1996—1997)
  - Штат Юкатан (1996—2022)
- Нікарагуа
- Сальвадор
- США — частково:
  - Індіана
  - Кентуккі
- Чилі
  - Острів Пасхи